# Grabmal Rudolfs von Rheinfelden

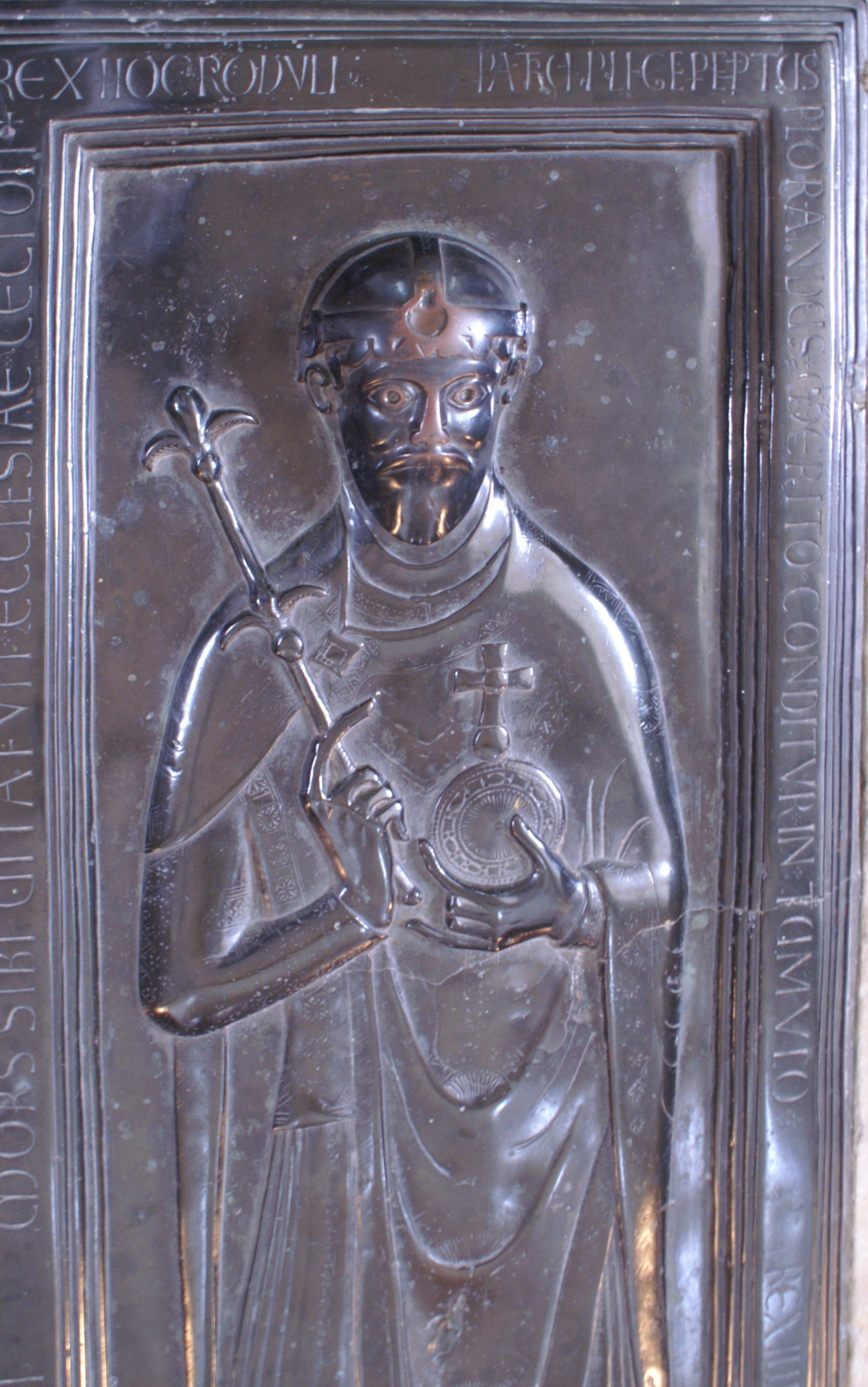
Grabplatte Rudolf von Rheinfelden Detail

Die Grabplatte Rudolfs von Rheinfelden wurde ihm zu Ehren um 1080 von einer nicht überlieferten Werkstatt gefertigt. Die Bronzeplatte gilt als die erste figürliche Grabplatte Mitteleuropas. Weitere Bedeutung erhält das Grabmal als erstes profanes seiner Art, welches in einem kirchlichen Raum platziert wurde. Die Grabplatte zählt zu den wichtigsten erhaltenen Domschätzen Merseburgs und kann dort noch immer besichtigt werden.

## Historischer Hintergrund
Rudolf von Rheinfelden wurde als Sohn von Kuno von Rheinfelden um 1030 geboren. 1057 wurde Rudolf durch Agnes, die Mutter Heinrich des IV zum Herzog von Schwaben berufen. Diese versuchte zunächst zwischen Rudolf und Heinrich IV zu vermitteln, was zunächst auch erfolgreich schien, da Rudolf beim Ausbruch des Sachsenaufstandes 1073–1075 auf der Seite des Königs kämpfte. Nach dem Bannspruch von Papst Gregor VII 1076 gegen den König und zu Beginn des Investiturstreites, richtete sich Rudolf offen gegen diesen und schlug sich auf die Seite von dessen Gegner. Der Investiturstreit zwischen Papst und König stützte die Hoffnung der Fürstenopposition auf eine Revision der königlichen Macht und ein Erstarken ihrer eigenen Stellung. Jedoch gewann die päpstliche Position unter den Fürsten eine große Anhängerschaft, da diese ihre Ziele dadurch besser unterstützt sahen.

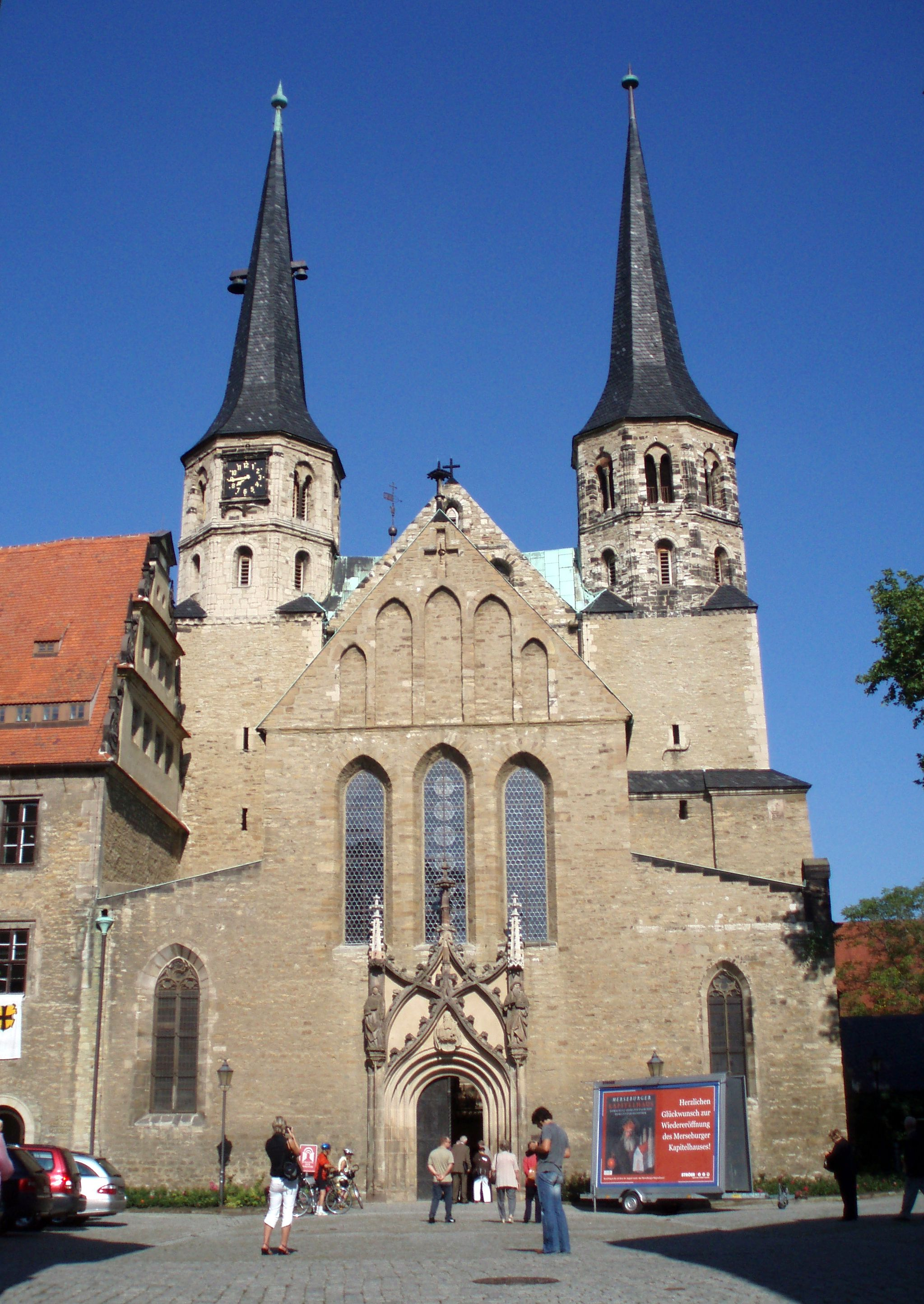
Merseburger Dom

Nachdem sich Papst und König im Jahr 1076 gegenseitig absetzten, kam es im Januar 1077 zur Absolution Heinrichs IV. Durch seine Buße war er rechtmäßig vom Bannspruch des Papstes freigesprochen, doch reichte dies den deutschen Fürsten nicht und so kam es zur eigenmächtigen Absetzung des Königs. Im März desselben Jahres wurde auf dem Fürstentag in Forchheim Rudolf von Rheinfelden durch eine öffentliche Wahl zum König gewählt. Heinrich gab sich jedoch nicht geschlagen, was Rudolf somit zum ersten Gegenkönig der Geschichte machte. Die Wahl Rudolfs zum Gegenkönig wurde von päpstlicher Seite geduldet, doch schloss sich Papst Gregor VII erst später dem Votum an und unterstützte die Entscheidung. Diese Entwicklung der Geschichte war sehr revolutionär, da durch die Wahl das Erbrecht bei der Königserhebung negiert wurde, was Rudolf gleichzeitig in seiner Ansprache nach der Wahl anspricht, indem er sagte, er beanspruche kein erbliches Recht für sich und seinen Sohn auf den Königsthron. Ebenfalls beteuerte er, dass er das Reich nicht als Eigentum betrachten wolle, sondern es als zur Verwaltung übertragen ansah. Diese Aussage brachte ihm die Unterstützung der sächsischen Fürsten ein, da dieser letzte Punkt ausschlaggebend für den Krieg zwischen den Sachsen und Heinrich VI war, als dieser Reichsgut einzufordern begann. 1079 wurde Rudolf das schwäbische Herzogtum entzogen und es kam zu der wie als selbstverständlich angesehenen Fortsetzung des Sachsenaufstandes, dem sogenannten Sachsenkrieg zwischen dem Gegenkönig Rudolf und König Heinrich IV. Im Jahr 1080 positionierte sich Papst Gregor VII endgültig, indem er erneut einen Bannspruch gegen Heinrich IV aussprach. Gleichzeitig erklärte er Rudolf zum rechtmäßigen König der Deutschen und versicherte ihm die apostolische Benediktion für dieses, wie auch für alle künftigen Leben. Papst Gregor VII sprach zusätzlich eine Prophezeiung aus, die den Tod Heinrichs IV vorhersagte und unterstrich damit die Rechtmäßigkeit Rudolfs.
Bei der siegreichen Schlacht bei Hohenmölsen 1080 wurde Rudolf tödlich verwundet. Ihm wurde die rechte Hand im Kampf abgeschlagen, was viele später als Zeichen Gottes deuteten, da dies die Schwurhand Rudolfs war, mit welcher er einst König Heinrich die Treue geschworen hatte. Auch die vorher ausgesprochene Prophezeiung wurde dahingehend umgedeutet, dass der falsche König sterben sollte, was durch die Abtrennung der Schwurhand als durch ein göttliches Zeichen bestätigt gesehen wurde. Somit wurde der eigentliche Sieg Rudolfs durch dessen Tod zu einem Sieg des rechtmäßigen Königs. Um den Anschuldigungen und der antirudolfschen Propaganda entgegenzuwirken, bestattete man den Gegenkönig aufs ehrenvollste im Merseburger Dom mit einem prunkvollen Grabmal, dessen Inschrift Vergleiche mit Karl dem Großen heranzieht. Dies unterstrich seine Position als König und war zugleich ein deutlicher Schlag gegen Heinrich IV, da ihn dieser Vergleich in Rudolfs Schatten setzen und ihn als König negieren sollte.

## Das Grabmal

### Objektanalyse
Die Grabplatte des Gegenkönigs wurde aus einem Stück gegossen und besteht im Grundmaterial aus Bronze. Mit ihren Maßen von 1,97 m Länge und 0,68 m Breite ist sie nahezu lebensgroß. Ursprünglich war sie, wie auch viele spätere Grabmäler dieser Art, vergoldet und mit Email- und Steineinlagen verziert, wovon heute jedoch nichts mehr erhalten ist. Sie wurde auf Anweisungen des Merseburger Bischofs Werner in der Vierung des Merseburger Doms eingesetzt, verschiedenen Aufzeichnungen nach direkt über der Grabkammer Rudolfs. Ursprünglich befand sich die Grabplatte auf Bodenniveau, was die Abschleifungen, Sprünge und Eindellungen durch Abtritt erklären könnte. Später wurde die Grabplatte auf eine sandsteinerne Tumba mit kassettierten Seitenfeldern gesetzt, welche eine Länge von 2,06 m, Höhe von 0,29 m und Breite von 0,77 m misst, um weiteren Verschleiß des Grabmals zu vermeiden.
Das Mittelfeld der Platte zeigt eine frontale Ganzkörperdarstellung des Gegenkönigs, wobei es sich als Flachrelief 2–8 cm aus der Fläche erhebt. Die Darstellung zeigt Rudolf von Rheinfelden mit den königlichen Insignien, welche er als Gegenkönig niemals rechtmäßig besessen hat. Die Gesichtszüge des Gegenkönigs sind stark spiegelsymmetrisch. Sie wirken durch die hohen Wangenknochen und die weit aufgerissenen Augen, welche ursprünglich mit Email ausgelegt waren, sehr starr und unterstützen die Annahme, dass das Relief keinerlei äußerliche Charakteristika der Person aufgreift, sondern nur einen Königs-Typus darzustellen versucht. Auf seinem Kopf trägt er eine enganliegende Bügelkrone, welche mit den verloren gegangenen Edelsteinverzierungen die höchste Erhebung des Reliefs bildet.
Seine zur Brust angewinkelten Arme halten die königlichen Insignien. In seiner linken Hand hält er den flach als Scheibe modellierten Reichsapfel mit Kreuz, während er in seiner Rechten ein doppeltes Lilienszepter hält, welches in Richtung der Schulterwölbung über diese hinausragt. Der Zeigefinger der rechten Hand deutet in Richtung des Kreuzes auf dem Reichsapfel. Des Weiteren ist er mit einer über der rechten Schulter geschlossenen Chlamys dargestellt, welche ein aus der antiken Tradition übernommener Königsmantel ist und welcher als fester Bestandteil der Königsikonografie gilt. Die Raffung der Chlamys über der Schulter würde eigentlich einen asymmetrischen Faltenwurf verlangen, stattdessen teilt eine einzelne Stoffbahn der Chlamys, in symmetrisch gelegten Schüsselfalten, den darunter befindlichen Leibrock. Die drei mittleren Schüsselfalten sind mit großzügigem Muscheldekor verziert, was die Fehlerhaftigkeit des Faltenwurfes noch einmal unterstützt. Der Leibrock liegt in röhrenförmigen Falten und erlaubt dem Betrachter einen Blick in ebendiese, wodurch die eigentlich frontale Perspektive an dieser Stelle als eine von den Füßen ausgehende, leicht untersichtige Perspektive spezifiziert. Die Gewänder waren reich ziseliert und mit vielfältigen Mustern und Verzierungen versehen, wovon heute nicht mehr viel zu erkennen ist.
Seine Füße sind in spitze Lederstiefel gekleidet und hängen gleichmäßig gewölbt leicht zur Seite. An den Stiefeln befestigt erkennt man Sporen, welche einen perspektivischen Bruch mit sich führen, da sie seitlich auf die Frontalansicht des restlichen Reliefs aufgesetzt scheinen. Besonders fällt auf, dass Rudolf in der Darstellung nicht auf einem Kissen liegt, sondern vor einem völlig undefinierten Hintergrund gezeigt wird, was die Annahme suggeriert, dass Rudolf nicht im Tod dargestellt werden sollte, sondern in seinem irdischen Dasein. Dies ist wichtig, da die meisten figürlichen Grabplatten bis zu dieser Zeit die zu Ehrenden in einer Form zeigen, in welcher sie das irdische Reich verlassen haben, also meist liegend auf einem Kopfkissen oder einer bettartig gestalteten Bahre.
Eingerahmt wird das Relief von einer Umschrift, welche sich von innen nach außen lesbar um die Grabplatte legt. Sie ist durch einen nach innen vierfach und nach außen fünffach abgetreppten Rand profiliert, wobei die Höhe der Buchstaben 3 cm beträgt. Die Inschrift betitelt Rudolf unmissverständlich als König:

„REX HOC RODVLFVS PATRUM PRO LEGE PEREMPTUS / PLORANDUS MERITO
CONDITUR IN TUMVLO. / REX ILLI SIMILIS, SI REGNET TEMPORE PACIS, /CONSILIO
GLADIO NON FUIT A KAROLO. / QVA VICERE SUI, RVIT HIC SACRA UICTIMA BELLI./
MORS SIBI VITA FVIT, ECCLESIAE CECIDIT.“

„König Rudolf, für das Gesetz der Väter getötet, liegt mit Recht beweinenswert in diesem
Grab bestattet. Ein diesem ähnlicher König, wenn er in Friedenszeiten regiert hätte, hätte seit
Karl weder im Rat noch im Kampf existiert. Als die Seinen siegten,fiel dieser als heiliges
Opfer des Kriegs. Der Tod war ihm Leben, er fiel für die Kirche.“

### Bedeutung
Die Grabplatte ist die erste und somit älteste überlieferte Grabplatte figürlicher Art. Obwohl schon frühere Grabplastiken bekannt sind, welche die Toten figürlich darstellten, waren diese Plastiken auf aufrecht stehenden Grabsteinen verewigt und nicht als liegende Grabplatte. Auf solchen Grabsteinen waren die Verstorbenen zumeist lebend in Bewegung und Aktion dargestellt. Anders bei dem Grabmal Rudolfs, da dieser, zwar ebenfalls lebend, mit offenen Augen und ohne das typische Kissen der Toten dargestellt wird, aber nicht in einer seine Tugenden darstellenden Szene seines Lebens. Zusätzlich ist er als Flachrelief fein ausgearbeitet und reich ziseliert, während die Grabsteine oft nur grob geschnitzte und primitivere Kerbschnitte waren, denen es an Detail und Feinarbeit mangelte. Als erste Grabplastik dieser Art gilt die Grabplatte Rudolfs von Rheinfelden mit einer geschätzten Entstehungszeit auf 1080 als Vorbild für später folgende Grabplatten Europas, welche erst zwei Jahrhunderte später erstmals im Grabmal Rudolfs von Habsburg 1291 auftauchten.
Eine noch viel größere Bedeutung wird der Grabplatte zugeschrieben in Hinsicht auf die Entscheidung, den Gegenkönig in einem liturgischen Raum, also im Dom selbst beizusetzen und ihm zusätzlich ein solch prachtvolles Grabmal zuzugestehen. Denn das Grabmal Rudolfs von Rheinfelden ist das frühste erhaltene Grabmal eines Laien und das frühste figürliche Grabmal, das einen deutschen König darstellt. Selbst Karl der Große wurde in einem antiken Sarkophag ohne Bildnis bestattet. Da die Kirche die Wertlosigkeit des irdischen Seins lehrte, war es verwunderlich, dass auf die Figürlichkeit des Grabmals so großen Wert gelegt wurde. Hinzu kam, dass ursprünglich nur Geistliche im Kirchenraum bestatten werden durften, erst im Laufe der Zeit immer mehr Ausnahmen vorgenommen wurden und so auch verdiente Laien einen Platz im liturgischen Raum fanden. Dennoch blieb die Kennzeichnung der Gräber und Denkmäler für die Verstorbenen strikt verboten. Schon salische Kaiser wurden vor dem Chor einer Kirche bestattet jedoch ohne Schrift und Bild. So überrascht es noch mehr, dass gerade Rudolfs Grabplatte so reich verziert war und direkt in der Vierung des Doms eingesetzt wurde, war er doch nur ein Gegenkönig mit einer kurzen Regierungszeit von knapp 4 Jahren, in der er seine Herrschaft nie wirklich festigen konnte.
Erklären lässt sich dieses Phänomen wohl am ehesten durch die politische Bedeutung des Gegenkönigs, als ein politisches Exempel gegen Heinrich IV, um zu unterstreichen, dass Rudolf von Rheinfelden die Unterstützung der Kirche genoss und sich die Ansichten bezüglich des rechtmäßigen Königs auch nach dem Tod Rudolfs nicht geändert haben.

### Entstehungsgeschichte/ Voraussetzungen
Bedenkt man, dass dieses Grabbild das erste dieser Art war und über zwei Jahrhunderte allein in der Geschichte stand, ergibt sich die Frage, wie es zu einem Denkmal dieser Form kommen konnte. Es war schon früh im Norden Europas verbreitet, die Verstorbenen als Bildnis auf dem Grabmal darzustellen, doch wurde diese römische Sitte allein auf Stelen und auf den von diesen hergeleiteten, aufrechten Grabsteinen im 7. und 8. Jahrhundert angewandt. Sie zeigten den Verstorbenen lebend und meist im vollen Besitz seiner Kraft. Dies zeigt, dass die Idee, die Verstorbenen in einem Bildnis darzustellen, verbreitet war und der Werkstatt, die die Platte in Merseburg anfertigte, bekannt gewesen sein könnte. Jedoch haben weder Stele noch Grabstein etwas mit einer Grabplatte, wie sie im Dom zu finden ist, zu tun.
Grabplatten und Sarkophag-Deckel waren ebenfalls weit verbreitet. Aus der fränkischen Zeit sind sie beispielsweise in großer Zahl erhalten, nur sind diese in keinem Fall mit einem Bildnis oder einer Figur des Toten versehen. Die älteren Grabplatten und Sarkophag-Deckel sind zumeist glatt und ohne jegliche Verzierung, von der Frühzeit an bis ins Mittelalter werden Symbole und Wappen als Verzierung und zur Unterstreichung des Standes des Verstorbenen eingearbeitet. Es gibt einige wenige und weit verstreute Grabplatten die nachgewiesen wurden, auf welchen in sehr grober, primitiver und roher Form eine menschliche Gestalt angedeutet wird, doch können auch diese Ausnahmen nicht als direktes Vorbild für das Grabmal in Merseburg gedient haben, sie weisen lediglich auf, dass der Gedanke, die Toten auf dem Grab darzustellen, vorhanden war, jedoch zeigen diese wenigen Beispiele keine Anzeichen auf eine Typenbildung, welche auf ein mittelalterliches figürliches Grabmal hinausläuft.
Woher konnte also die Idee einer Grabplatte mit figürlicher Darstellung der Toten herrühren? Geht man in der Geschichte bis vor Christi Geburt zurück, so findet man vor allem in Italien Sarkophage, welche eine starke Ähnlichkeit aufweisen, da deren Deckel oft mit den in Stein gehauenen Verstorbenen in Lebensgröße versehen waren. Seit Christi Geburt wurden die Toten meist auf dem Rücken liegend in einer Art Bett dargestellt, es gibt auch erhaltene Sarkophag-Deckel, welche die Personen stehend darstellen, manchmal sogar schreitend mit deutlich zu erkennendem Stand- und Spielbein. Da ein Auftauchen oder Verlagern dieser frühchristlichen, römischen Grabmale im Norden jedoch nicht nachgewiesen werden kann, besteht die Frage weiter, wie ein Grabmal Rudolfs von Rheinfelden aus dem scheinbaren Nichts heraus entstehen konnte. Es muss dennoch ein Rückgriff auf die römischen Traditionen angenommen werden, da die unabhängige Entstehung eines Grabplattentypus, welcher die Verstorbenen Personen darauf figürlich abgebildet zeigt, eher unwahrscheinlich ist. So lässt sich das Grabmal Rudolfs nur ansatzweise dadurch erklären, dass durch die vielen Fahrten von Kaisern und deren Beratern nach Italien und vor allem nach Rom, dort eine Anregung aufgenommen wurde und diese zurück nach Deutschland getragen wurde. Dennoch wurde nicht die römische Bildhauerkunst für das Werk übernommen, was eventuell auf eine rein bildliche Überlieferung eines solchen Grabmals zurückzuführen ist. So wurde bei der Fertigung der Grabplatte auf die Metall-bildnerei und die Goldschmiedekunst zurückgegriffen.

## Vergleich

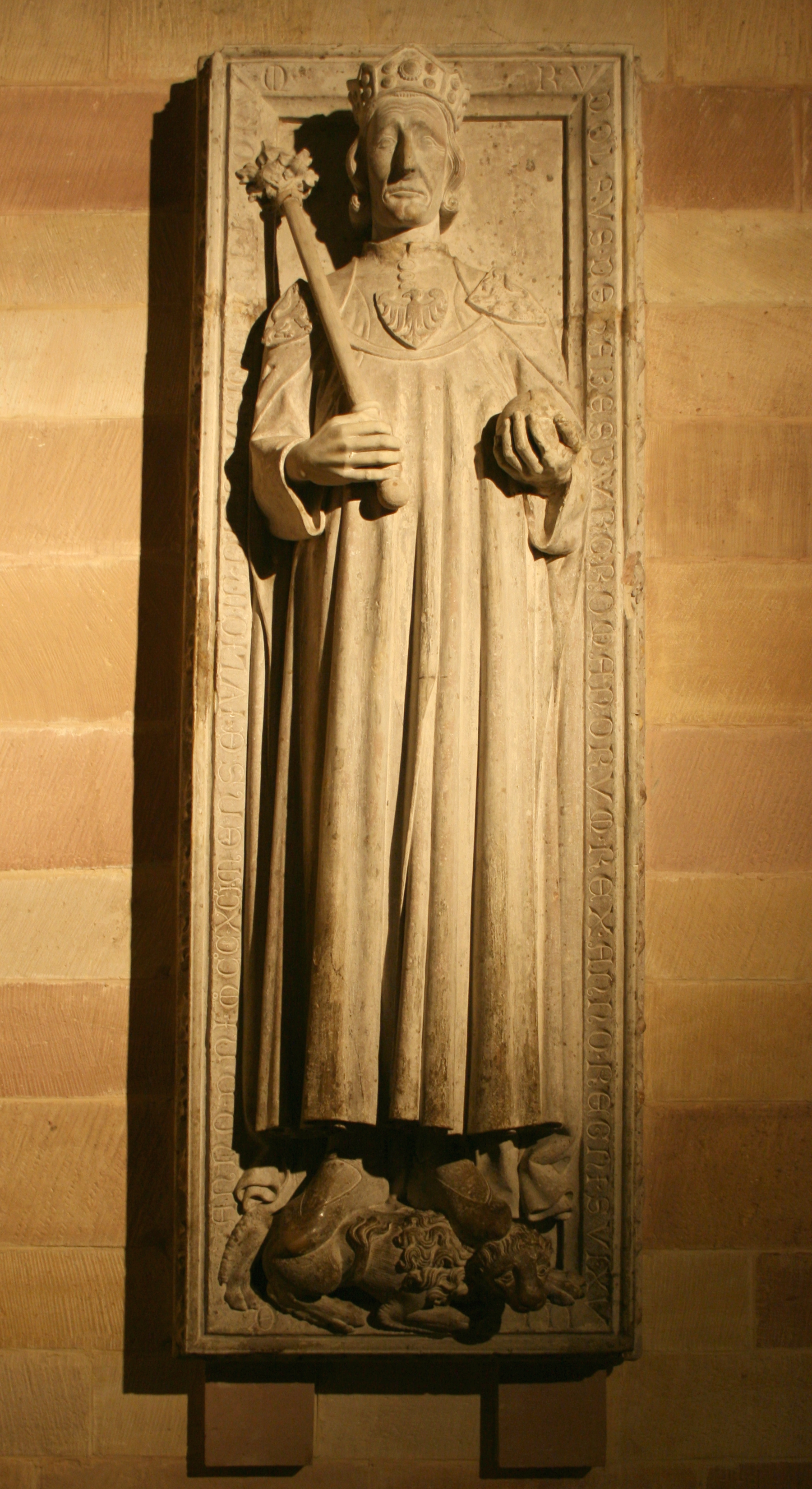
Rudolf von Habsburg Speyer

Die Grabplatte Rudolfs von Habsburg wurde erst um 1285, also zwei Jahrhunderte nach der Rudolfs von Rheinfelden, geschaffen. Sie war ebenfalls zum Andenken des Königs angefertigt worden und wurde 1291 im Speyer Dom eingesetzt. Die Parallelen der beiden Denkmäler sind unverkennbar, so ist die Annahme, dass das ältere Grabbild als Vorlage für das Rudolfs von Habsburg diente, nicht sehr abwegig. Beide Grabmäler sind von einem abgetreppten Rahmen umrandet, auf welchem sich eine Inschrift befindet („Rudolf von Habsburg/ König der Römer/ gestorben im 18. Jahr seiner Regentschaft/ im Jahr des Herren 1291/ im Monat Juli/ am Tag der Aussendung der Apostel“). Zusätzlich ist auch auf der jüngeren Platte der König aufrecht, vor einem nicht weiter definierten Hintergrund, dargestellt. Nur der Fußbereich unterscheidet sich, da Rudolf von Habsburg scheinbar auf einem Löwen steht, dem Wappentier der Habsburger. Die Handstellung beider Figuren ähnelt sich ebenfalls stark, die rechte Hand hält das Szepter, die linke den Reichsapfel. Auf seiner Brust prangt ein Wappen mit Reichsadler und sein Haupt ist von einer Krone besetzt. Sein Gewand fällt in etwas geschwungeneren Falten als das Gewand Rudolfs auf der Merseburger Platte. Die Füße sind ebenfalls in Lederstiefel gehüllt, wobei diese nicht so spitz sind wie es bei Rudolf von Rheinfelden der Fall ist. Wesentliche Unterschiede finden sich in dem Grundmaterial des Grabmals. Während die Merseburger Grabplatte aus Bronze gegossen ist, wurde die Speyer Grabplatte in Sandstein gehauen. Auch ist das Grabmal Rudolfs von Habsburg als Hochrelief gestaltet und weist porträthafte Züge auf. Während Rudolf von Rheinfelden als reiner Königstypus dargestellt wurde ohne auffällige Charakteristische Züge aufzuzeigen, erkennt man beim Relief Rudolfs von Habsburg die markante Nase. Auch die Falten im Gesicht verweisen auf den König in seiner späteren Regierungsphase.